# Henry Kraaijenbos
Hendrik Pieter (Henry) Kraaijenbos (Bleiswijk, 30 december 1965) is een voormalig Nederlands langebaanschaatser. Hij gold als een specialist op de langere afstanden.

## Loopbaan
Kraaijenbos maakte vanaf 1983 deel uit van Jong Oranje dat getraind werd door Eddy Verheijen. Hij nam deel aan de WK voor junioren 1983 en WK voor junioren 1984 en haalde respectievelijk een achtste en een vijftiende plaats. In december 1983 won hij de Residentiecup, een wedstrijd voor junioren op schaatsbaan De Uithof in Den Haag. In november 1985 werd Kraaijenbos samen met medejunioren Leo Visser en Gerard Kemkers afgevaardigd naar de eerste Wereldbekerwedstrijd. De drie bleken zich met name op de 5000 meter te kunnen meten met de internationale seniorentop. Kraaijenbos werd vierde, achter Visser, Kemkers en Tomas Gustafson.
Wegens uitblijvende resultaten werd Kraaijenbos in 1986 door trainer Leen Pfrommer uit Jong Oranje gezet. In het seizoen 1986/87 kwam hij als gewestelijk rijder sterk terug. Op het Nederlands afstandskampioenschap haalde hij een vierde plaats op de 1500 meter. Hij werd opgenomen in de kernploeg en wist zich door twee keer een skate-off tegen Bert Koopmans te winnen te plaatsen voor de EK en WK van dat jaar. Op beide toernooien werd hij veertiende. Op het Nederlands kampioenschap allround van 1987 werd Kraaijenbos vierde, achter Hein Vergeer, Kemkers en Visser.
Zijn goede prestaties in seizoen 1986/87 wist Kraaijenbos in seizoen 1987/88 niet voort te zetten. Hij nam enkele keren deel aan de wereldbeker met als beste prestatie een achtste plaats op de 5000 meter in Thialf, Heerenveen in november 1987. Op het Nederlands afstandskampioenschap van 1988 eindigde hij als elfde op de 1500 meter, als zestiende op de 5000 meter en als tiende op de 10.000 meter. Zijn laatste toernooi was het nationaal allroundkampioenschap in januari 1988, waarop hij als achttiende eindigde.

## Persoonlijke records
| Afstand     | Tijd     | Datum            | Baan       |
| ----------- | -------- | ---------------- | ---------- |
| 500 meter   | 39,97    | 6 februari 1987  | Heerenveen |
| 1000 meter  | 1.19,78  | 9 november 1986  | Utrecht    |
| 1500 meter  | 1.57,96  | 15 februari 1987 | Heerenveen |
| 3000 meter  | 4.01,98  | 19 maart 1987    | Heerenveen |
| 5000 meter  | 6.57,58  | 22 november 1987 | Heerenveen |
| 10000 meter | 14.29,90 | 21 maart 1987    | Heerenveen |